# Julian Fantino
Julian Fantino (né le 13 août 1942) en Italie est un policier et homme politique canadien. 

## Biographie
Il a été député conservateur de la circonscription ontarienne de Vaughan, et membre du Conseil des ministres de Stephen Harper. Auparavant, il a exercé les fonctions de chef du Service de police de Toronto. Nommé ministre des Anciens Combattants par le premier ministre Stephen Harper, il est remplacé par Erin O'Toole le 5 janvier 2015.
Lors des élections générales de 2015, il a été défait par Francesco Sorbara du Parti libéral du Canada dans la nouvelle circonscription de Vaughan—Woodbridge.

## Résultats électoraux
|       | Candidat                  | Parti        | # de voix | % des voix |
|       | (x) Julian Fantino        | Conservateur | +38 533,  | 56,32 %    |
|       | Mario Ferri               | Libéral      | +20 435,  | 29,87 %    |
|       | Mark Pratt                | NPD          | +07 940,  | 11,6 %     |
|       | Claudia Rodriguez-Larrain | Vert         | +01 515,  | 2,21 %     |
| Total | Total                     | Total        | 68 423    | 100 %      |

| Candidat                  | Parti                        | # de voix | % des voix |
| ------------------------- | ---------------------------- | --------- | ---------- |
| Julian Fantino            | Parti conservateur du Canada | 19 290    | 49,1 %     |
| Tony Genco                | Parti libéral du Canada      | 18 326    | 46,65 %    |
| Kevin Bordian             | Nouveau Parti démocratique   | 661       | 1,68 %     |
| Claudia Rodriguez-Larrain | Parti vert du Canada         | 481       | 1,22 %     |
| Paolo Fabrizio            | Parti libertarien du Canada  | 251       | 0,64 %     |
| Leslie Bory               | Indépendant                  | 111       | 0,28 %     |
| Dorian Baxter             | Parti progressiste canadien  | 110       | 0,28 %     |
| Brian Jedan               | United Party of Canada       | 55        | 0,14 %     |